# Pfarrhaus Miel

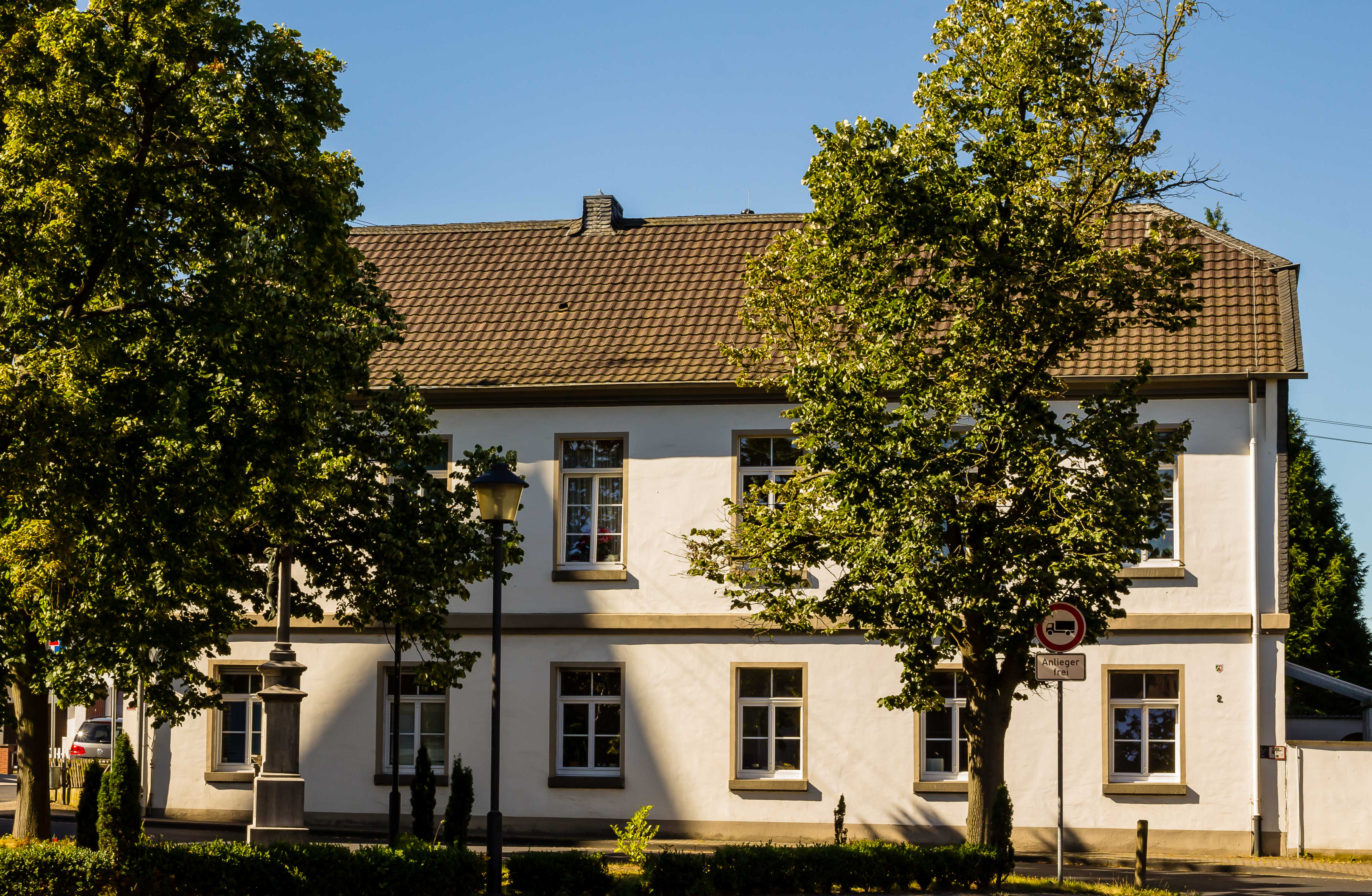
Das Pfarrhaus

Das ehemalige Pfarrhaus Miel liegt im Ortsteil Miel der nordrhein-westfälischen Gemeinde Swisttal in der Voreifel.
Seit dem 31. Mai 1991 steht das Gebäude unter Denkmalschutz. Es ist in die Liste der Baudenkmäler in Swisttal unter Nr. 12 eingetragen und befindet sich heute in Privatbesitz.
Das Gebäude wurde zwischen 1831 und 1834 als Grundschule und Pfarrhaus für Miel errichtet. Das Gebäude war in der Mitte getrennt, wobei im südlichen Teil die ehemalige Grundschule untergebracht war und sich im nördlichen Teil das Pfarrhaus befand.
Anschließend war es im Besitz des Erzbistums Köln und wurde bis 2009 als Pfarrhaus der Gemeinde St. Georg genutzt. Hinter dem Gebäude befindet sich der ehemalige Schulhof bzw. Pfarrgarten. 
Koordinaten: 50° 40′ 11,8″ N, 6° 54′ 53″ O